# 侍島
侍島（さむらいじま / しとう）は、現在の福岡県筑紫野市下見の付近を示す地名。
南北朝時代から戦国時代、筑前国御笠郡(三笠郡)中の太宰府天満宮領「侍島荘（しとうのしょう）」の荘園名に見られる。
戦国時代には侍島村とも呼ばれ、永正14年3月26日(1517年4月26日)の文書では「侍島」と「志田美」の地名がともに用いられている。永禄年間には「士島」と書かれた例もある。
永禄2年4月2日(1559年5月18日)にはここ筑前国侍島で、大友義鎮が筑紫惟門を攻めさせた侍島合戦(侍島の合戦)があり、筑紫氏が大勝している。
また筑前国御笠郡の侍島とは別に、筑後国三潴郡にも戦国時代から現代まで「侍島」の地名が存在し、これは現在の福岡県三潴郡大木町侍島に当たる。